# Daniel Piscopo
Daniel Piscopo (* 11. Februar 1920 in Cospicua; † 14. Dezember 2009) war ein maltesischer Politiker der Partit Laburista (PL) und ehemaliger Minister.

## Biografie
Nach dem Schulbesuch am Lyceum of Malta absolvierte der aus Cospicua stammende Piscopo ein Studium der Medizin an der Royal University of Malta, das er mit einem Bachelor of Science (B.Sc.) sowie 1943 der Promotion zum Doktor der Medizin (Medical Doctor (M.D.)) abschloss. Im Anschluss war er als Arzt tätig.
Piscopo begann seine politische Laufbahn 1947 im Verband der Partit Laburista (PL) in seiner Geburtsstadt Cospicua sowie als Mitglied des Nationalen Exekutivkomitees der PL. 1950 bewarb er sich als Kandidat der PL erfolglos um ein Mandat im Repräsentantenhaus. Im folgenden Jahr wurde er dann jedoch erstmals zum Abgeordneten des Parlaments gewählt, in dem er für zwei Jahre die Interessen des Wahlkreises 2 vertrat. 1953 scheiterte er bei seinen Bemühungen um eine Wiederwahl, die ihm dann erst bei der darauf folgenden Wahl 1955 gelang.
Nach der Unabhängigkeit Maltas 1962 unterlag er bei einer erneuten Kandidatur für das Repräsentantenhaus, so dass er erst 1966 wieder zum Abgeordneten des Parlaments gewählt und bei den Wahlen 1971 und 1976 wiedergewählt wurde. Piscopo vertrat somit bis 1981 die Interessen der PL im Wahlkreis 2.
Nach dem Wahlsieg der PL 1971 wurde er von Premierminister Mintoff zum Gesundheitsminister in dessen Kabinett berufen. Im Oktober 1974 übernahm er dann im Rahmen einer Regierungsumbildung das Amt des Ministers für Post, Elektrizität und Kommunikation. Anschließend wurde er im September 1976 Tourismusminister im Kabinett von Premierminister Mintoff und setzte sich in dieser Funktion 1977 unter anderem auch in der Bundesrepublik Deutschland für die Stärkung des Fremdenverkehrs auf Malta ein. Im Oktober 1978 trat er als Minister zurück.
Nach seinem Ausscheiden aus dem Parlament 1981 ließ er sich wieder als praktischer Arzt nieder.
1996 erhielt er neben einer Reihe weiterer Politiker die Gedenkmedaille zum 75. Jahrestag der maltesischen Selbstverwaltung.